# Região de Planejamento da Baixada Maranhense
Instituída pela Lei Complementar n° 108 de 21 de novembro de 2007 (Lei de Nova Regionalização do Estado do Maranhão) a Região de Planejamento da Baixada Maranhense é uma das 32 Regiões de Planejamento do Estado do Maranhão. Faz parte duma das regiões mais antigas do estado.

## A Regional
A região é composta por seis municípios. São eles:
- Bacurituba
- Cajapió
- Palmeirândia
- São Bento
- São João Batista
- São Vicente Ferrer

São Bento, com 45.044 habitantes, é a maior e mais importante cidade dessa região - além de ser a cidade-polo, possuindo o maior centro comercial e educacional da Região. No município está localizada a Fazenda-Escola da Universidade Estadual do Maranhão. Em 27 de agosto de 2015, durante a Feira Agrotecnológica de São Bento (Agritec), o governador Flávio Dino anunciou a instalação de um campus da Universidade no município.